# Crassispira flavonodulosa
Crassispira flavonodulosa é uma espécie de gastrópode do gênero Crassispira, pertencente à família Pseudomelatomidae.